# Шрайвер, Мария
Мария Оуингс Шрайвер (англ. Maria Owings Shriver; род. 6 ноября 1955 года, Чикаго, штат Иллинойс) — американская журналистка и публицист, лауреат премий «Пибоди» и «Эмми». Шрайвер была замужем за актёром и бывшим губернатором Калифорнии Арнольдом Шварценеггером, она является членом семьи Кеннеди и приходится племянницей 35-му президенту США, Джону Ф. Кеннеди.

## Биография
Шрайвер родилась в Чикаго в семье Сарджента Шрайвера и Юнис Кеннеди, училась в средней школе Вестленда в Бетесде, Мэриленд. В июне 1977 года она окончила Джорджтаунский университет, получив степень бакалавра искусств по американистике.
В 1977 году Шрайвер начала работать на телевидении Филадельфии в качестве редактора новостей и продюсера, в 1978 году перешла работать на телевидение Балтимора. В сентябре 1983 году она переехала в Лос-Анджелес и работала в качестве репортёра на CBS, затем была соведущей утреннего выпуска новостей на CBS.
В 1986 году Шрайвер перешла работать на NBC, сначала в должности корреспондента вечерней новостной программы, затем, с 1987 по 1988 годы, вела удостоенную премий новостную телепрограмму Main Street, нацеленную на молодёжную аудиторию. С сентября 1987 года по апрель 1990 года Шрайвер была соведущей воскресных выпусков новостной программы Today, а также ведущей воскресных выпусков NBC Nightly News. В 1988 году она в качестве соведущей освещала на NBC события летних Олимпийских игр 1988 года, проходивших в Сеуле. За эту работу канал получил премию «Эмми».
Также Шрайвер брала интервью у известных политических деятелей, таких как Фидель Кастро, Джордж Буш-старший, король Иордании Хусейн. Во время президентских кампаний 1992, 1996 и 2000 годов она работала на съездах Демократической и Республиканской партий. В 2004 году, вскоре после инаугурации Арнольда Шварценеггера в качестве 38-го губернатора штата Калифорния, Шрайвер объявила об уходе с NBC, так как сочла невозможным совмещение журналистской деятельности и статуса первой леди Калифорнии из-за конфликта интересов.

## Личная жизнь
В 1977 году Мария Шрайвер познакомилась с австрийским бодибилдером и начинающим актёром Арнольдом Шварценеггером. 26 апреля 1986 года они поженились в Массачусетсе. У них четверо детей: Кэтрин Юнис Шрайвер-Шварценеггер (родилась 13 декабря 1989 года), Кристина Мария Аурелия Шварценеггер (родилась 23 июля 1991 года), Патрик Арнольд Шварценеггер (родился 18 сентября 1993 года) и Кристофер Сарджент Шрайвер Шварценеггер (родился 27 сентября 1997 года).
9 мая 2011 года Мария Шрайвер и Арнольд Шварценеггер объявили, что после 25 лет брака расстались и в течение нескольких недель живут раздельно. В том же году 1 июля Мария подала на развод, указав в качестве причины "непримиримые разногласия ", однако из-за сложных имущественных споров и отсутствия заинтересованности участников, делопроизводство затянулось. Их бракоразводный процесс завершился в декабре 2021 года.
Хотя конкретные причины расставания пара не называла, считается, что это связано с изменой Арнольда. 16 мая Арнольд официально признал, что у него есть внебрачный сын от домработницы гватемальского происхождения Милдред Баены. Джозеф родился 2 октября 1997 года, всего на пару дней позже своего единокровного брата Сарджента. При этом Арнольд не подозревал, что является отцом ребёнка 7-8 лет, пока мальчик не стал походить на него.
По словам Баэны, Мария подозревала отцовство ребёнка и в декабре 2010 года задала ей этот вопрос напрямую, получив правдивый ответ. При этом Милдред собиралась сразу покинуть дом, но Мария разрешила ей остаться до новогодних праздников, и в начале 2011 (после 20 лет работы) Милдред уволилась, оставшись в хороших отношениях со Шварценеггерами.